# Амазон жовтоплечий
Амазо́н жовтопле́чий (Amazona barbadensis) — птах родини папугові.

## Зовнішній вигляд
Довжина тіла 34 см, хвоста 22 см; вага близько 340 г. Основне забарвлення зелене з темною облямівкою по краях пір'я. Чоло жовто-білого кольору. Передня частина голови жовта, такого ж кольору горло, стегна і згин крила. Махове пір'я із зовнішньої сторони червоні, з кінчиками темно-блакитного кольору й з пластинками чорного пір'я.

## Розповсюдження

Амазон жовтоплечий (ліворуч) на марці Умм-ель-Кайвайну. Праворуч зображений фестивальний амазон

Живе на півночі Венесуели й острові Бонайре. Вимер на Арубі й можливо також на Кюрасао.

## Спосіб життя
Населяє рівнинні ландшафти, що заросли кактусами й густі чагарникові зарості недалеко від узбереж. Живиться плодами, у тому числі кактусів, насіннями, і квітками, а також авокадо, манго й кукурудзою.

## Розмноження
Гніздиться в дуплах дерев, рідше в тріщинах скель. У кладці 2—4 яйця. Молоді залишають гніздо у віці приблизно 2 місяців.

## Загрози й охорона
Через втрату природного середовища проживання й незаконного вилову, перебуває під загрозою зникнення.